# Wojcieszka (dopływ Kamiennej)
Wojcieszka (niem. Lämmer Graben) – potok górski w Sudetach Zachodnich, na Pogórzu Izerskim i w Kotlinie Jeleniogórskiej, w woj. dolnośląskim.
Potok o długości 5,0 km, lewy dopływ Kamiennej, należący do dorzecza Odry. Źródła pomiędzy Wojcieszycami a Kromnowem, we wschodniej części Pogórza Izerskiego. Płynie na południowy wschód przez Wojcieszyce. W Cieplicach uchodzi do Kamiennej.
Na obszarze Pogórza Izerskiego płynie po gnejsach metamorfiku izerskiego, na terenie Kotliny Jeleniogórskiej po granicie karkonoskim i osadach czwartorzędowych.